# 印度的經濟自由化
印度經濟自由化（英語：economic liberalisation in India）指的是一系列向世界開放該國經濟的政策變革。這些變革的目標是讓印度經濟更為市場導向，並由消費來驅動。自由化的主要目的在於擴大私人和外國投資的作用，因為這被視為是實現經濟增長與發展的重要手段。雖然印度在1966年和1980年代初期曾嘗試過一些自由化措施，但更徹底的自由化則始於1991年。
這波自由化進程是由多重因素所促成：一場國際收支危機導致嚴重經濟衰退、蘇聯解體讓美國成為唯一的超級強國，以及發生於1990年至1991年的波斯灣戰爭，導致國際油價急劇上漲。當時印度的外匯存底跌至危險的低點，僅夠支付不到三週的進口額，甚至不得不空運黃金作為保證以獲取緊急貸款。與蘇聯貿易中斷以及從波斯灣阿拉伯國家的印度僑民匯款減少，都促使危機進一步惡化。政治不穩與不斷上升的財政赤字更加劇經濟壓力。印度政府因此向國際貨幣基金組織（IMF）和世界銀行尋求援助。這些機構則要求將提供財政支援與該國必須實施結構調整計畫掛鉤。可見印度的經濟自由化並非完全出於自願，而是在IMF和世界銀行的壓力下不得不爾 - 這些機構要求印度實施全面的經濟改革以換取貸款。這場1991年的危機迫使印度政府啟動全面的改革議程，包括自由化（Liberalisation）、私有化（Privatisation）和全球化（Globalisation），簡稱LPG改革。時任印度總理曼莫漢·辛格在1991年7月24日那場開啟改革、現已聞名全球的預算演講中表示："讓全世界都清楚聽到，印度現在已經徹底覺醒。 "
這項改革進程對印度經濟產生顯著影響，促使外國投資增加，並讓經濟轉向更以服務業為主導。印度經濟自由化政策對各行各業及社會群體的影響一直是個持續受到爭論的議題。雖然這些政策被認為成功吸引外國投資，但也有人對其潛在的負面後果表達擔憂。其中一個令人關切的領域是自由化政策對環境造成的衝擊，因為隨著產業擴張和法規放寬以吸引投資，環境問題也日益浮現。此外，一些批評者認為，這些政策導致國內收入不平等和社會差距擴大，因為經濟增長的好處並未公平地分配給所有民眾。

## 自由化前的印度政策
印度於1947年獨立後的經濟政策受到殖民經驗（本質上是剝削性的，始於英國東印度公司的統治），以及建國後國家領導人，特別是首任總理賈瓦哈拉爾·尼赫魯受到的費邊社會主義影響。在尼赫魯及其繼任者的國大黨政府領導下，政策傾向採保護主義，並強調在國家監管下實行進口替代、在所有企業中（特別是勞工和金融市場）進行已達微觀層面的干預、建立龐大的公共部門、實施商業管制以及全由中央主導的計劃經濟。
後來在1970年代後期由印度人民黨短暫執政期間，政府為促進經濟自給自足和發展本土產業，要求跨國公司必須與印度本土企業合夥。這項政策引發爭議，進來的外資隨之降低，並導致已在印度立足的可口可樂和IBM等知名企業撤離。
到1990年代，可口可樂重返印度，並與印度本土飲料公司如Campa Cola和Bisleri等展開競爭。可口可樂這家跨國公司憑藉其龐大行銷和配送網絡，很快就獲得可觀的市場份額，導致一些本土飲料公司面臨財務困境。最終如Campa Cola的許多本土瓶裝廠因此衰落及關閉，而Bisleri也將其大部分業務出售給可口可樂。
印度經濟從1950年代到1980年代的年均增長率約為4%，而人均收入增長率平均為1.3%。

## 1991年前曾有的改革

### 於1966年的嘗試
印度因1962年發生的中印邊境戰爭所引發的快速通貨膨脹，和隨後發生的嚴重乾旱，於1966年被迫向IMF和世界銀行尋求貨幣援助。以美國為首的布列敦森林制度體系機構施壓，促使印度轉向經濟自由化，其中印度盧比被貶值以對抗通貨膨脹（而此種貶值導致進口成本增加）並降低出口商品價格，同時將先前已有的關稅和出口補貼制度廢除。然而由於印度又發生第二次農作物歉收和隨後的工業衰退，助長針對自由化的政治反彈。這種反彈的特點是對外國參與印度經濟的不滿，以及擔心其可能預示印度將會更廣泛地脫離社會主義政策。結果是重新引入貿易限制，並於1968年成立外國投資委員會，對外國參與印度公司，股權超過40%的予以嚴格審查。
印度自1972年起便持續接受世界銀行對農業計畫的貸款。這項合作在1991年自由化之後得以延續，國際種子公司在此後也能夠進入印度市場（早先印度的種子產業主要由國有企業和少數國內私人企業主導，而1991年的整體經濟自由化政策進一步降低整個經濟體的技術轉讓和外國投資壁壘，這為國際種子公司進入印度市場鋪平道路。但國際種子公司進入印度也引發一些問題，如蘇力桿菌棉，參見印度農民自殺問題#基因改造作物）。

### 1980年代的經濟改革

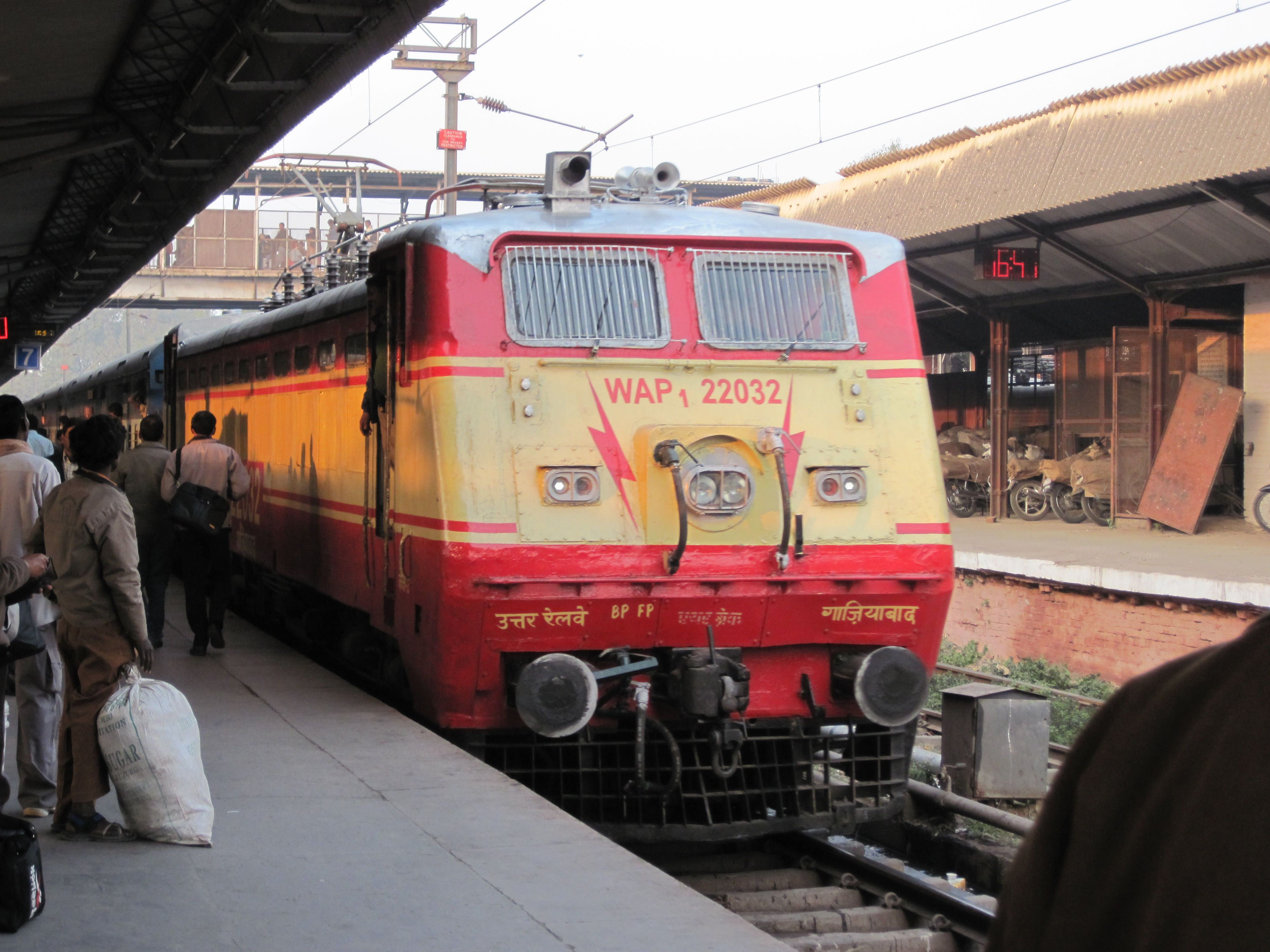
印度於1980年開發出來的WAP-1型電力機車。

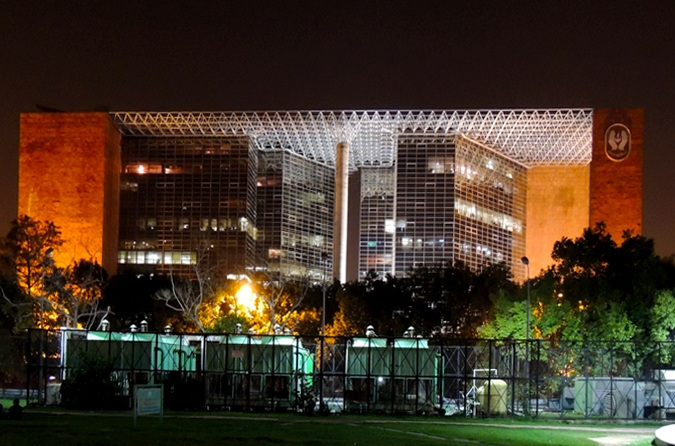
印度人壽保險公司位於新德里的大樓（於1986年啟用）。

印度總理英迪拉·甘地及其後的拉吉夫·甘地眼見印度經濟明顯落後於其東亞和東南亞國家，因而開始推行經濟自由化。於1984年推出的新電腦政策（New Computer Policy of 1984 ）是關鍵性的一步，它放寬對技術進口的限制，鼓勵私人投資，並為軟體出口提供獎勵。這項政策促使印度硬體和軟體產業迅速增長。諸如全國軟體和服務公司協會（成立於1988年）等組織透過促進發展、規範實踐以及在全球推廣印度資訊科技（IT）公司來支持這個產業。印度也設立印度軟體科技園區（STPI），提供基礎設施、稅務優惠和更快的數據通訊，讓參與公司能向全球出口軟體服務。政府放鬆對企業設立和進口管制的限制，同時也促進汽車製造、數位化、電信和軟體產業的發展。這些改革導致印度平均國內生產毛額（GDP）增長率從1970年代的2.9%上升到5.6%，但像印度執照國度的系統性問題仍未獲得解決。拉吉夫·甘地企圖進行更具系統性的改革，但當時出現的博福斯醜聞將其領導政府的聲譽玷污，並阻礙他推動自由化的努力。
印度於1980年代期間的經濟增長雖然高於前幾十年，但仍十分脆弱。印度經濟不僅在1991年6月達到危機頂點，且其波動性也明顯高於1990年代的增長。值得注意的是1980年代能有如此高的增長率，主要歸因於1988年至1991年間曾有高達7.6%的強勁增長。
印度經濟在1980年代雖然有脆弱卻加速的增長，這是在整個十年、尤其自1985年起的一系列重大改革背景下發生。這波自由化政策，在1988年至1991年的關鍵高速增長期，將工業增長推升至可觀的9.2%。

### 錢德拉·謝卡爾政府的改革
印度人民黨黨魁錢德拉·謝卡爾領導的政府（1990-1991年）採取幾項重要的自由化措施，為後續的改革奠下基礎。

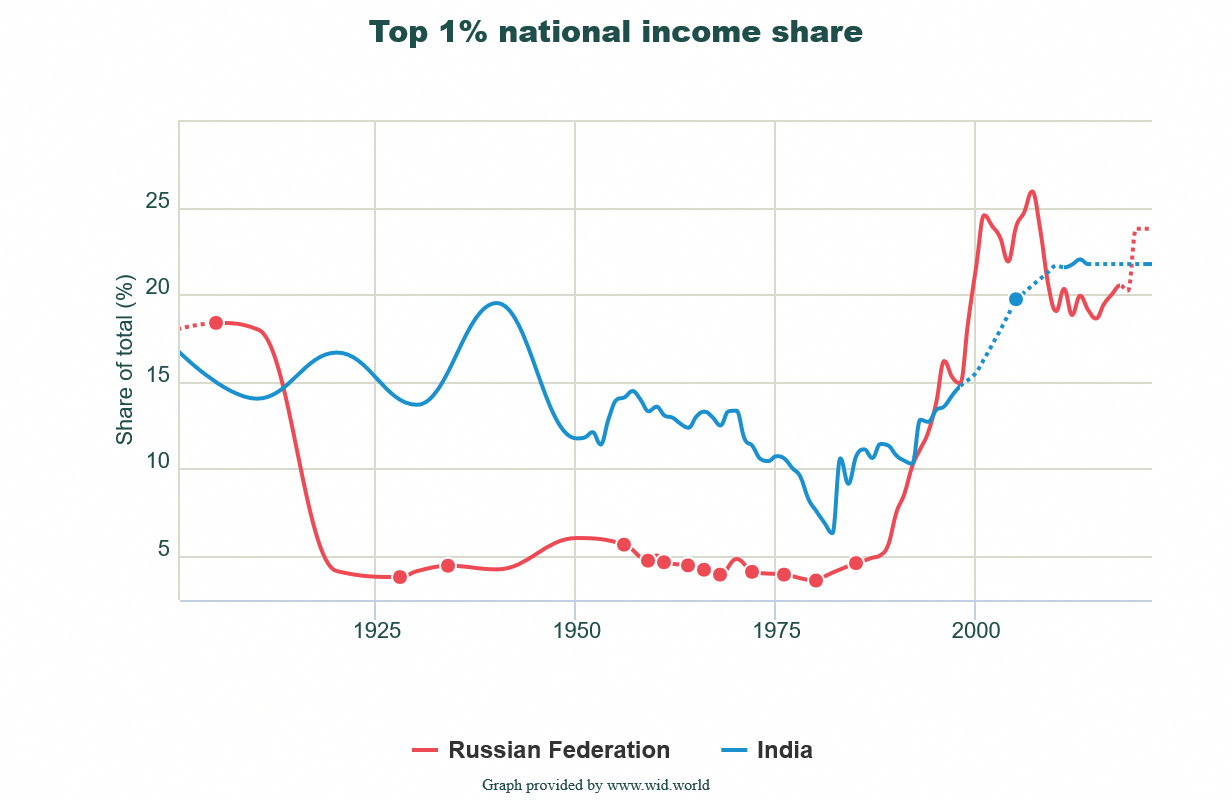
圖中顯示的為國家頂端1%人口在全國收入中的佔比。印度（紅色）與蘇聯等社會主義國家不同，在獨立後並未達到同等程度的收入平等。

## 1991年的自由化

### 危機導致改革
印度於1980年代隨著汽車、電子產品、冰箱、洗衣機、空調等高價值商品的貿易自由化，進口量急劇增加（大量零組件仰賴進口以供組裝）。印度當時採取的固定匯率制度，將維持匯率平價的全部壓力都轉嫁給國家，導致其外匯存底迅速消耗，如果當時採用浮動匯率，此情況或許能有所緩解，調整也會更為漸進。那些收入較高、從進口自由化中獲益的人，由於固定匯率，可用低廉的價格購買外國商品，而匯率壓力則由國家承擔。
在伊拉克入侵科威特之後，引發1991年的波斯灣戰爭，並導致油價飆升以及在波斯灣地區工作的印度僑民對印度的匯款減少，印度經濟因而受到巨大的衝擊。
印度汽車產業於1980年代經歷高速增長，顯著增加對石油的需求，進而也增加對外匯的需求。此外，印度當時正經歷大規模的社會政治動盪，原因有政府對落後階層的保留工作職位政策，引發高種性階層的不滿以及印度教信徒及伊斯蘭教徒間的社區衝突（參見種姓制度對印度政社結構的影響）。所有這些因素共同促使國際收支問題發生，並為1980年代已開始的更廣泛自由化措施提供更有力的支持。而原本為經濟自由化的主要反對者 - 共產黨人與社會主義者 - 也因蘇聯解體、東亞和東南亞四小龍的崛起，甚至是中國的改革開放，而喪失繼續反對的道德基礎。
印度在1980年代隨著貿易和投資限制的減少，開始推出多項政策和舉措，特別在推動增長電子產品和IT軟體的出口。但由於這些產業的發展週期較長、世界貿易組織（WTO）的演進以及全球貿易的整體增長，前述措施直到1990年代才真正開始加速並擴大規模。印度到1991年仍實行固定匯率制度，印度盧比的價值與主要貿易夥伴的一籃子貨幣掛鉤。雖然固定匯率制度有助於實現貨幣穩定，但當面臨貨幣壓力時（特別是投機者試圖從打破掛鉤中獲利時），印度政府必須動用其外匯存底以維持貨幣穩定，迫使印度政府幾乎走上外債違約的境地，國家外匯存底也銳減至僅夠支付兩週進口所需的程度。

### 1991年的自由化

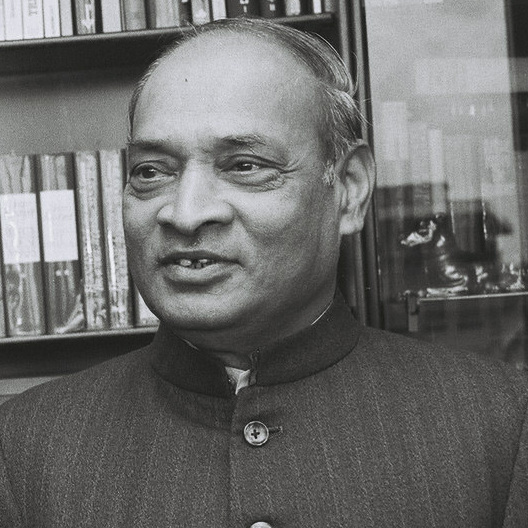
納拉辛哈·拉奧。

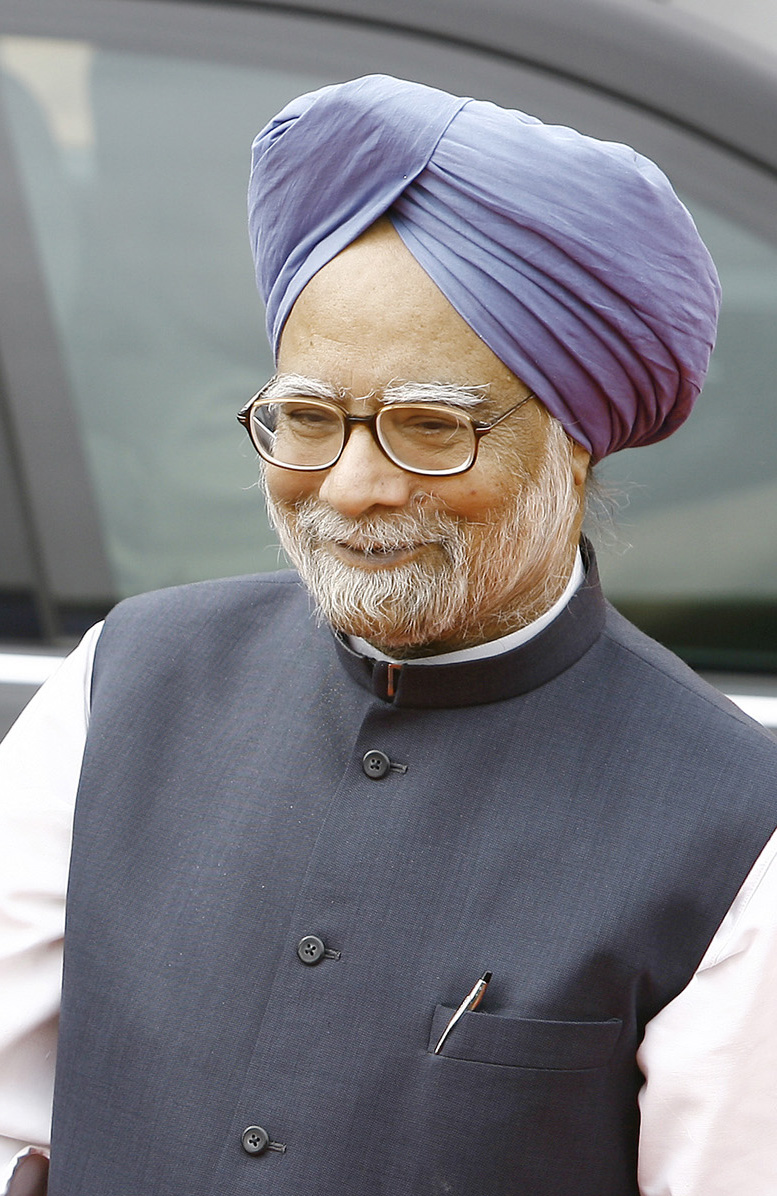
曼莫漢·辛格。

錢德拉·謝卡爾領導的聯合政府在危機中因拉吉夫·甘地領導的國大黨退出而垮台，之後拉吉夫·甘地在競選期間遇刺，促成由納拉辛哈·拉奧領導的國大黨政府上台。拉奧選擇阿馬爾·納特·維爾馬擔任其首席秘書，並任命曼莫漢·辛格為財政部長，給予他們全面支持，讓他們執行任何認為必要，以解決危機的措施。維爾馬與首席經濟顧問拉凱什·莫漢共同促成新工業政策的起草，這項政策闡明將根據五點來促進印度產業的發展。
- 首先是針對證照管制，除18個"涉及安全與戰略考量、社會因素、安全相關問題及極重要環境議題"的產業外，所有產業的許可限制均撤除。[24]
- 為鼓勵外國投資，新政策規劃預先批准所有外國股權參與達51%的投資案，以便外國公司引進現代技術和推動產業發展。[23][24]為進一步激勵技術進步，過去政府審批外國技術協議的政策也被廢除。
- 五點中的第四點提議解散公共壟斷，透過發行公共部門公司的股票，並將公共部門的增長限制在基本的基礎設施、商品和服務、礦產勘探以及國防製造等領域。[23][24]
- 最後，過去對資產超過一定價值的公司進行政府監管的（即根據《壟斷與限制性貿易行為法案》 (Monopolies and Restrictive Trade Practices Act, 1969)，簡稱MRTP，將予以列管）概念也被廢除。[23][26]

曼莫漢·辛格於此同時著手制定一份新預算（後來被稱為"劃時代預算"（Epochal Budget））。其首要之務是控制財政赤字，他試圖透過削減政府開支來達到此一目標。部分措施包括對公共部門公司進行撤資，同時也削減對農業化肥補貼和取消食糖補貼。為應對危機期間外匯存底的持續消耗，他還將盧比對美元匯率貶值19%。這項變革導致該國出口商品更為便宜，進而產生亟需的外匯存底。由於盧比貶值導致石油進口成本上升，辛格提議降低價格以惠及依賴煤油的貧困民眾，又同時提高工業用油和燃料的油品價格。曼莫漢·辛格在預算案中同時提出更廣泛的改革綱要。他在演講闡述一項為促進出口並取消進口管制的新貿易政策。具體而言，他提議將關稅稅率限制在不超過150%，同時全面降低稅率、減少消費稅，並廢除出口補貼。
印度儲備銀行（RBI）總裁M. 納拉辛漢（M. Narasimham）於1991年8月成立納拉辛漢委員會（Narasimham Committee），以為金融體系變革建言。委員會的建議有：將法定流動性比率（SLR）和存款準備率（CRR）分別從38.5%和15%降至25%和10%、允許市場力量決定利率（而非由政府控制）、將銀行完全置於印度儲備銀行的監管之下，以及減少公營銀行的數目。印度政府採納其中一些建議，包括削減法定流動性比率和存款儲備率、放寬利率管制、放鬆對私人銀行的限制，以及允許銀行自由開設分支機構，不受政府干涉。
世界銀行根據印度政府申請，於1991年11月12日批准一筆結構調整貸款/信貸，該筆貸款由兩部分組成：一筆由國際復興開發銀行提供，為期20年的2.5億美元貸款，以及一筆由國際開發協會提供，為期35年的1.838億特別提款權（SDR，約合2.5億美元）信貸。這筆借入款透過印度財政部借入，由印度總統擔任借款人。這筆貸款主要用於支持印度政府的穩定和經濟改革計畫，具體內容包括放鬆管制、增加外商直接投資、貿易體制自由化、改革國內利率、強化資本市場（證券交易所），以及啟動公營企業改革（出售公營企業）。印度與國際貨幣基金組織達成紓困的協議中，被要求向瑞士聯合銀行質押20噸黃金，並向英格蘭銀行和日本銀行質押47噸黃金。
這項改革引發反對黨領袖的嚴厲審查。新工業政策和1991年預算被反對黨領袖斥為"來自IMF的命令式預算"，他們擔心取消化肥補貼和提高油價將損害中下階層公民的權益。批評者也嘲諷貨幣貶值，擔憂這會加劇已經失控的通貨膨脹，對最貧困的公民造成最大打擊，卻對解決貿易逆差毫無助益。時任該國總理的支持和政治意志在強烈的反對聲浪下，對於推動改革極為重要。納拉辛哈·拉奧常被稱為考底利耶（公元前4世紀時的古印度政治家，曾經協助旃陀羅笈多一世建立孔雀王朝），因其在領導少數派政府期間，仍能巧妙地引導艱難的經濟和政治立法在議會中通過。

## 影響
一項於2025年進行的研究，發現貿易自由化已減少印度的裙帶資本主義（一種經濟體制，權力者透過親近關係，將資源和機會分配給特定企業或個人，而導致不公平競爭，阻礙市場健全發展）和生產力損失，那些有政治關係的公司為之失去一些不當優勢。

### 2000年代的信貸擴張及經濟繁榮
印度在2000年代受全球資金湧入的推動，私人投資於基礎設施的數量顯著增加。
印度在1990年代和2000年代的改革的目的在提高該國多個領域的國際競爭力，包括汽車零件、電信、軟體、製藥、生物技術、研發以及專業服務。這些改革包括降低進口關稅、放鬆市場管制和降低稅收，而導致外國投資的增加和國內經濟高速成長。從1992年到2005年期間，外國對印度的投資增長316.9%，印度的GDP也從1991年的2,660億美元增長到2018年的2.3兆美元。.
根據一項研究，印度的經濟自由化帶來兩個主要的工資變化：
1. 整體工資上升： 表示在自由化期間，無論是高薪還是低薪的職位，勞工的平均收入普遍增加。
2. 勞動相對於資本的勞動收入份額的工資也上升： 指的是在國民總收入的分配中，勞動者獲得的份額相對於資本所有者獲得的份額有所增加。

印度赤貧人口從1993-94財政年度的36%降至1999-2000財政年度的24.1%。
然而，自由化政策也因加劇收入不平等、財富集中、惡化農村生活水準、導致失業以及引發農民自殺率上升（參見印度農民自殺問題）而受到批評。
印度也逐步將其經濟融入全球系統中。印度商品和服務出口總額於GDP的佔比從1990年的約7.3%翻倍至2000年的14%。進口方面的增長在GDP的佔比雖不如出口般活絡，但也十分顯著，從1990年的9.9%增至2000年的16.6%。商品和服務貿易的佔比僅在10年之內，從17.2%上升到30.6%。然而印度仍持續面臨貿易逆差，依賴外國資本來維持其國際收支平衡，使得它容易受到外部衝擊的影響。
印度以外商直接投資、投資組合以及在國際資本市場籌集的投資等形式引進的外國投資顯著增加，從1991-92年的1.32億美元增至1995-96年的53億美元。
然而自由化並未讓印度各地區均勻受惠，例如城市地區的受益程度就高於農村地區的。那些實施親勞工勞動法的邦，其產業擴張速度較實施親雇主勞動法的邦為慢。這種情況導致一種"以鄰為壑"的局面，各邦和城市競相制定最有利於資本家的法律，卻將工人和其他邦的利益犧牲掉。
印度人的平均壽命和識字率在改革之後大致維持與改革前相同的增長速度。在1991年改革後的頭十年間，GDP也大致保持與改革前相同的增長率。原因是印度於2000年代的經濟增長不僅是自由化的結果，也受益於經濟週期進入繁榮階段，而能吸引大量外國資本湧入。
]

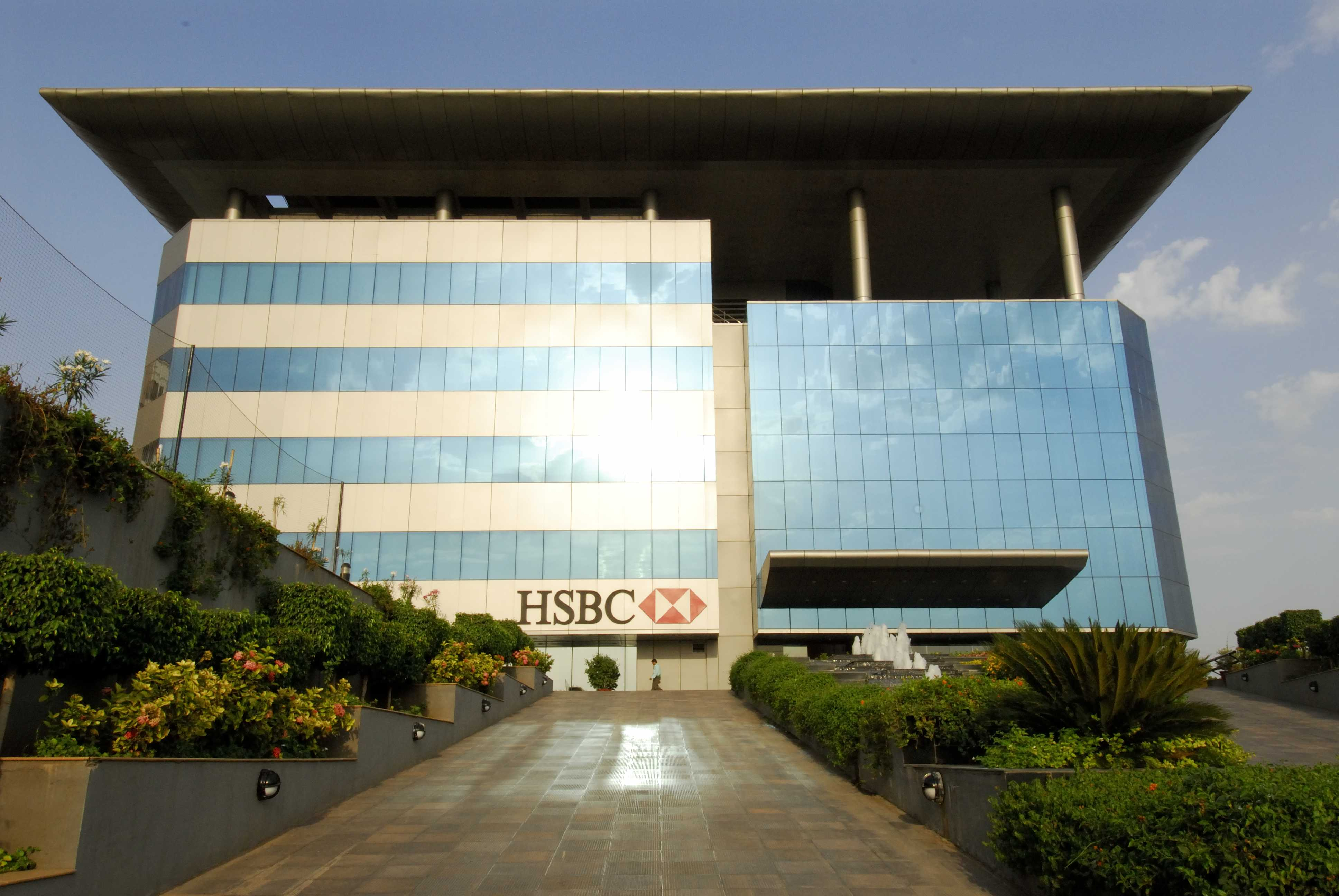
位於浦那的滙豐集團環球軟體開發中心。

到1997年，很明顯的已沒有任何執政聯盟會試圖廢除自由化政策，但印度政府避免在改革勞動法和削減農業補貼等爭議問題上與工會和農民對抗。印度在進入21世紀後已逐步轉向市場經濟，國家對經濟的控制大幅減少，金融自由化程度也顯著提升。
經濟合作暨發展組織（OECD）對這些變革表示讚賞，指出它們促進印度經濟高速增長和收入增加：
印度人均GDP的年增長率，在獨立後三十年內僅1.25%，加速到目前的7.5%，這個增長率可讓人均收入在十年內翻一倍……在政府監管已大幅放寬或是較輕的服務業 - 例如電訊、保險、資產管理和資訊科技 - 產出增長迅速，其中資訊科技相關服務的出口表現尤其強勁。在那些已開放競爭的基礎設施領域，例如電信和民用航空，私營部門已被證明極其有效，增長速度驚人。——OECD
印度於2006年創下9.6%的最高GDP增長率，成為全球增長第二快的大經濟體，僅次於中國。但增長率在2012年上半年顯著放緩。
隨後增長在2014年反彈至7.3%，2015年達到7.9%，2016年為8.2%，但在2017年降至6.7%，2018年為6.5%，2019年則更降至4%。

## 後續改革
印度在時任總理阿塔爾·比哈里·瓦巴依執政期間，進行廣泛的自由化改革。由全國民主聯盟（NDA）組成的執政聯盟開始將政府擁有的企業私有化，其中包括酒店、VSNL（印度海外通信有限公司，私有化後成為塔塔通訊）、Maruti Udyog Limited（私有化後成為馬魯蒂鈴木公司）以及機場。聯盟還實施減稅政策、制定減少赤字和債務的財政政策，並增加倡議，推動公共工程。
由曼莫漢·辛格領導的第二屆聯合進步聯盟政府於2011年提議在零售業引進持股可達51%的外商直接投資。這項決定由於來自聯合政府內部黨派和反對黨的壓力而遭到延遲，最終於2012年12月才獲批准。
納倫德拉·莫迪總理於2014年上任後，領導的政府推出多項促進經濟增長和發展的舉措。其中一項計畫是印度製造倡議，鼓勵國內外企業在印度投資製造業和生產。計畫的目的是創造就業機會並提升印度的工業製造能力。

### 機場私有化
納倫德拉·莫迪將機場私有化作為其經濟自由化和發展政策的一部分。根據這項政策，印度機場管理局（AAI）與私人公司建立公私合作夥伴關係（PPP），共同負責印度機場的開發、管理和營運。這項舉措已促成全國多個機場的私有化，包薩達爾·瓦拉巴伊·帕特爾國際機場（阿美達巴德）、喬杜里·查蘭·辛格國際機場（勒克瑙）、齋浦爾國際機、洛克普里亞·戈皮納特·博多洛伊國際機場（古瓦哈蒂）、特里凡得琅國際機場（提魯沃嫩塔布勒姆）和門格洛爾國際機場等機場。
機場私有化雖然被譽為邁向現代化和提高效率的一步，但也引發人們對其可能對僱用者及當地社區造成影響的擔憂。批評者認為機場私有化可能導致失業和工資下降，而過度追求利潤可能導致社會和環境問題遭到忽視。此外，在將合約授予私人公司的過程中也出現爭議，有人指控選擇過程存在腐敗和偏袒。但政府為其私有化政策辯護，稱這是實現國家經濟增長和發展的必要步驟。
在第二屆聯合進步民主聯盟政府領導下，印度煤碳產業由於《印度2015年煤礦（特別規定）法案》通過而對外開放。這項法案有效終止國家對煤礦開採的壟斷，並向私人和外國投資以及私營部門的開採者開放。
納倫德拉·莫迪領導的全國民主聯盟在2016年的預算會期中推動，通過《印度2016年破產法典（Insolvency and Bankruptcy Code, 2016.）》，為公司和個人的破產提供有時限的處理流程。
莫迪領導的全國民主聯盟政府於2017年7月1日批准《商品與服務稅法案（Goods and Services Tax Act）》。此法案早在2000年由當時的全國民主聯盟政府已提出，使用統一的稅收結構取代多種間接稅。
印度財政部部長尼爾瑪拉·西塔拉曼於2019年宣佈對於不尋求免稅的公司，基本企業所得稅率從30%降至22%，而新成立的製造業公司稅率則從25%降至15%。印度政府於2020年提出農業和勞動改革方案，但遭到農民反彈，他們上街抗議。最終政府將這些提案撤下。

## 批評

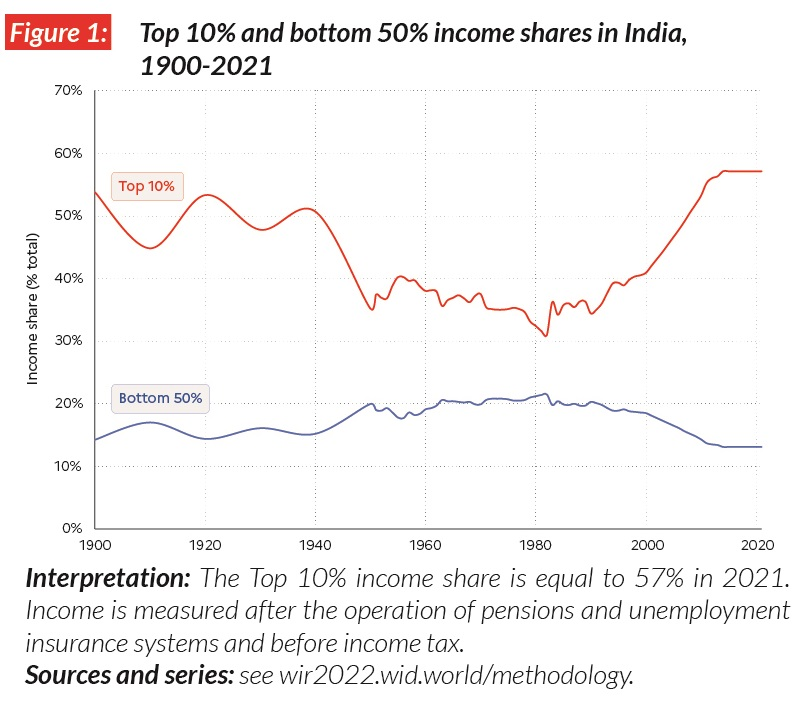
印度於1900-2021年期間頂端10%和底端50%人口的收入佔比趨勢。

印度政府於1991年後將部分農產品進口限制取消，導致價格暴跌，同時為遵循新自由主義理念而將政府干預降至最低，政府同時也削減對農民的補貼，進一步加劇農民的困境。
經濟自由化讓印度更易受到全球市場力量的影響，例如大宗商品價格、匯率和全球出口需求的波動。而增加該國對全球市場的依賴，讓其更易受到外部衝擊和外部經濟危機的牽連。常被提起的案例是2007年—2008年環球金融危機，雖然印度銀行業對美國銀行業的曝險程度不高，但由於全球需求下降、外國投資減少以及信貸緊縮，這場危機仍對印度經濟造成負面影響。

### 就業
自由化政策一開始確實加速創造就業機會。但多年後這種就業增長已顯著放緩。一項研究報告指出，即使是自由化的支持者也承認，該政策對勞動市場很快就產生負面效應。在農業和製造業等領域尤其如此，這些部門的改革並未產生令人滿意的結果，導致縱然整體經濟高速增長，在創造就業機會方面卻微不足道。
於2004-05財務年度至2011-12財務年度間，就業增長率每年僅為0.45%。對長期趨勢的分析顯示經濟高速增長的時期並未轉化為就業機會的增加，這種現象常被描述為"無就業增長的經濟成長"。
根據印度經濟監測中心（CMIE）的數據，雖然印度人口不斷增加，但勞動力自2018年以來一直停滯在4億出頭，且就業機會的品質也持續偏低。
服務業雖然對印度GDP貢獻巨大，但其特點往往是高生產力卻是低就業職位創造。這是因為服務業中增長最快的次級產業，例如軟體服務、電信和銀行業，都是資本密集型產業，不像農業或製造業那樣需要大量勞動力。資本密集型產業通常需要進口機械和技術，而可能導致經常帳赤字增加（並隨之而來的相關脆弱性），也被視為國內投資和支出的漏損。印度製造業的進口密集度有所提高，表示生產所需的大部分投入來自進口。

### 國際化造成的脆弱性
融入全球市場也讓印度容易受到外國貨幣政策的影響，尤其是美國聯邦儲備理事會（Fed）的政策。聯準會政策利率變動可透過多種管道直接影響印度市場。聯準會的升息往往會讓美元對包括印度盧比在內的其他貨幣走強，而會增加印度借款人以外幣計價貸款的還本及付息成本。
美元走強可能導致資金由印度外流，因為美國和印度之間的利差縮小，讓印度對外國投資者的吸引力降低，況且新興市場通常被視為"高風險"，需有足夠的利差才具吸引力。而資金外流會影響印度的資產價格，增加市場波動性，同時也會耗盡外匯存底，造成流動性問題。印度的外匯存底是透過外國資本流入而非像俄羅斯或中國那樣透過經常帳順差來建立。
而當印度儲備銀行被迫升息以阻止資金外流，會導致國內需求減少並帶來隨之而來的經濟影響。

#### 全球大宗商品價格帶來的脆弱性
印度持續受到全球大宗商品價格影響，尤其是原油價格。長期影響有進口費用和經常收支赤字增加、印度盧比貶值以及原油價格上漲帶來的通貨膨脹壓力。
印度在糧食自給自足上的策略，是其過往國家政策的成果。這些政策使印度得以免於重度依賴糧食進口，並避開部分非洲國家面臨過的糧食短缺困境。
印度石油和天然氣部之下的石油規劃與分析部門提出的數據顯示，印度對原油的進口依賴度已從前一年同期的86.5%攀升至2023年8月的 87.8%。

#### 對全球需求的依賴
印度新自由主義改革導致該國的出口佔GDP的比重顯著增加。雖然這在某些領域推動增長，但也表示印度經濟更容易受到全球市場需求波動的影響。過度依賴出口會導致經濟不穩定，如果全球需求減弱或面臨來自他國的競爭壓力。此外，這種策略往往會導致對國內市場和本地生產能力的忽視，進而可能加劇經濟不平等並降低國家自給自足的能力。
印度的出口需求近期受全球市場影響，而出現萎縮。由於美國和歐盟市場的需求疲軟，印度的商品出口迄2023年4月已萎縮12.7%，進口也急劇下降。

#### 對國內貨幣和財政政策的影響
印度的財政政策被某些人批評為優先考慮外國投資者的需求，而非國內需求和公民福祉。這類批評源於印度政府採取財政緊縮政策，透過削減諸如福利、補貼和其他服務等經常性支出，來降低財政赤字在GDP中的佔比。而這種緊縮經常性支出，導致政府在健康、農村就業、社會援助、托兒中心、午餐計畫和產婦福利等方面的福利開支顯著減少。國內需求因而受到抑制，實質工資下降，且就業狀況嚴峻。
印度國家轉型委員會執行長B. V. R. 蘇布拉馬尼亞姆在一次關於削減婦女與兒童發展部資金的演講中提到："我仍記得當時我們正在削減……婦女與兒童 - 這屬於地方政府的職責 - 從3,600億盧比（58億美元）降至1,800億盧比（29億美元）"。
此外，被歸類為非正規勞動者，例如食物外送平台工作者的收入有所下降，若將通貨膨脹和燃料成本計算在內，他們的實質淨收入已顯著減少。
一些人批評印度政府的經濟政策受到渴望吸引外國資本所影響，卻導致勞動階級經濟狀況惡化，而引發一個總體需求減少的循環，進一步損害經濟，導致為取得外國資本的利益而犧牲國內繁榮。

##### 削減邦財政支出
印度國家公共財政與政策研究所於2023年1月提出的研究報告，審查印度各邦的收入。分析結果顯示受到調查的18個邦中，有17個邦在實施商品與服務稅（GST）後，其邦級稅收所產生的收入相較於實施前有所減少。這種下降可由觀察邦內生產毛額（GSDP）的百分比而得。收入減少後，導致各邦被迫削減開支。

### 收入不平等
印度的不平等現象在經濟自由化之後大幅加劇。人口中前10%的收入佔比從1991年的35%增加到2014年的57.1%。同樣地，後50%人口的收入佔比從1991年的20.1%下降到2014年的13.1%。這項政策也因降低農村生活水準、減少農村就業以及導致農民自殺率上升，因而受到批評。
印度的收入不平等一直是個重大問題，尤其從2016年以來。頂端10%的人口掌握全國總財富的77%，其中最富有的1%人口在2017年截取新增財富中的73%，而最貧困的半數人口（約6.7億人）的財富僅增加1%。
在2020-21財政年度的Covid 19大流行期間，印度最底層20%家庭的年收入相較於2015-16財政年度水準急劇下降53%，並且尚未恢復到疫情前的水平。相比之下，最頂層20%家庭的年收入則增加39%。而挑戰新自由主義的論點 - 即經濟自由化即使會加劇收入差距，也能在某種程度上惠及所有階層。

### 貧窮

雖然印度實施經濟改革，但貧困人口的下降速度仍慢於其鄰國，例如並未進行同等程度自由化的中國。

印度在COVID-19疫情爆發之前仍有5,900萬人每天生活費不足2美元，另有11.62億人每天生活費介於2.01美元至10美元之間。政府在醫療保健方面的支出不足，導致貧富之間以及城鄉居民之間醫療品質的巨大差距。

#### 消費下降
一份遭到洩露的印度2017-18財政年度消費者支出全國抽樣調查（National Sample Survey on consumer expenditure）報告，揭示印度消費者支出出現令人擔憂的下降，這是四十多年來的首次。報告顯示印度人平均每月支出從2011-12財務年度的1,501盧比降至1,446盧比，下降幅度為3.7%。其中農村地區的降幅更高，達到8.8%，而同期城市地區的支出則增長2%。
印度政府在有這些令人不安的發現下仍決定不發佈報告，理由是"數據品質問題" ，隨後更徹底取消這項調查。此舉被視為政府拒絕證據的行為，特別是這類調查對於設定GDP等關鍵宏觀經濟數據的基期非常重要。

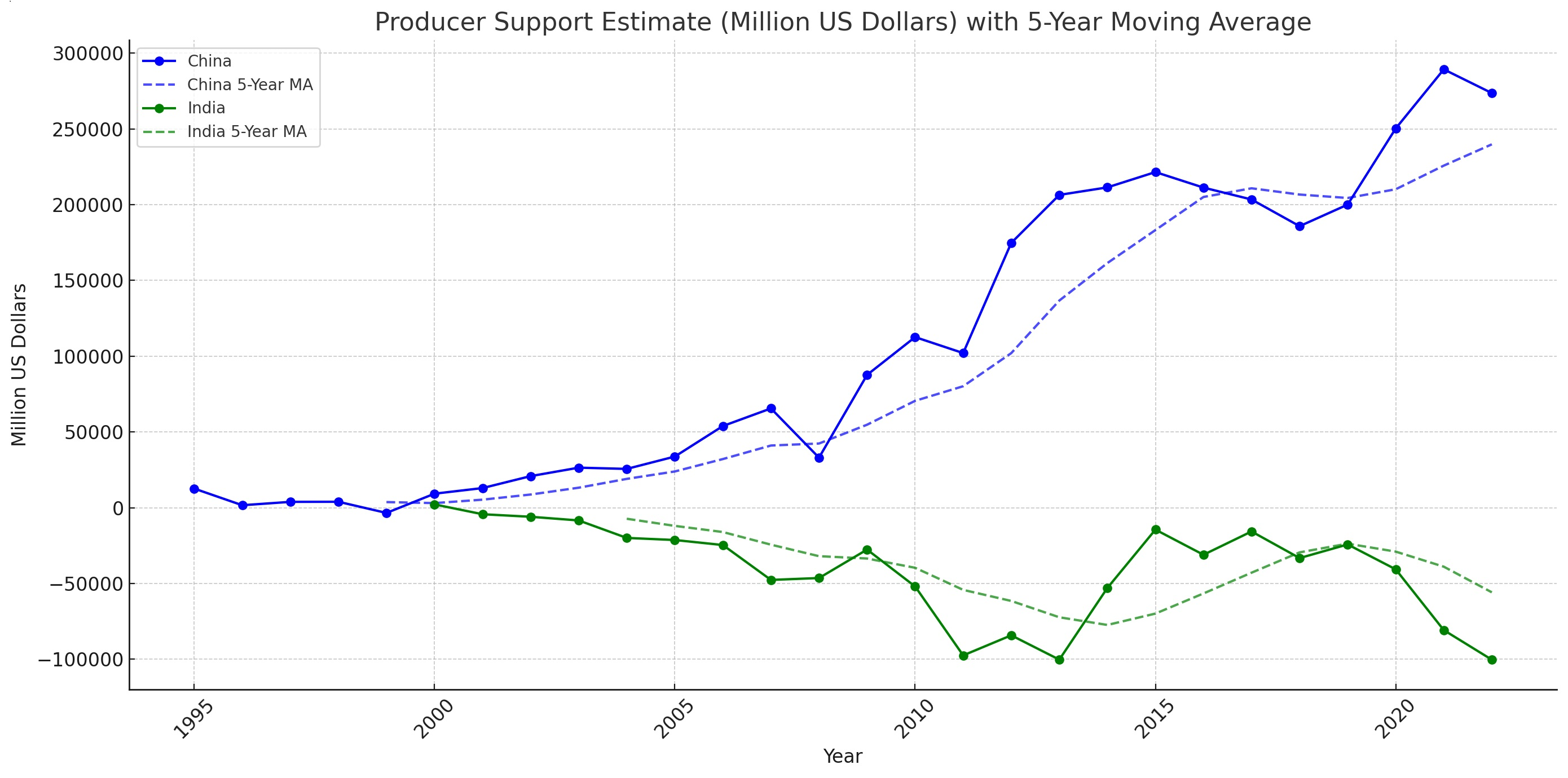
根據1995年起迄今的生產者支持估算（PSE），印度數值（綠色）持續呈現負數，表明該國政府傾向對農業生產者徵稅或施加阻礙，而非提供支持或是補貼。

### 農業危機
新自由主義經濟政策對印度的農業危機有顯著的影響，由於該國超過70%的人口依賴農業維生，而對廣大民眾造成衝擊。導致這種局面惡化的原因包含多項經濟策略，特別是那些受WTO要求的政策所造成的。WTO敦促印度等國家削減農業補貼，而這些補貼對於維持糧食安全和支持農村經濟有非常重要的作用。
1991年後的經濟改革明確拒絕農業領域的體制轉型需求，導致印度國家角色的縮減。政府被鼓勵放棄其保護主義立場，為一個自由化、私有化和金融化的市場敞開大門。市場的開放使得小農戶暴露在不穩定的全球市場力量面前，這些力量受到發達國家農業部門巨額補貼的影響，而印度小農根本無力競爭。
隨著國家支持受到撤銷和農業市場開放，許多農民不得不仰賴借貸以應對不斷增加的農業成本，這導致許多人陷入債務陷阱。這種陷阱造成極高的農民自殺率。印度僅在2017年就有10,655名農民因此類壓力而選擇結束自己的生命。